# Jamaica i olympiska sommarspelen 1988
Jamaica deltog i de olympiska sommarspelen 1988 med en trupp bestående av 35 deltagare, och totalt blev det två silver.

## Friidrott
Herrarnas maraton
- Derek Adamson
  - Final — 2"47,57 (→ 84:e plats)

Herrarnas 4 x 100 meter stafett
- Christopher Faulknor, Greg Meghoo, John Mair och Clive Wright
  - Heat — 39,53
  - Semifinal — 38,75
  - Final — 38,47 (→ 4:e plats)

Herrarnas 4 x 400 meter stafett
- Howard Burnett, Devon Morris, Trevor Graham och Howard Davis
  - Heat — 3:04,00
- Trevor Graham, Devon Morris, Bertland Cameron, and Howard Davis
  - Semifinal — 3:00,94
- Howard Davis, Devon Morris, Winthrop Graham och Bertland Cameron
  - Final — 3:00,30 (→  Silver)

Damernas 4 x 100 meter stafett
- Ethlyn Tate, Grace Jackson, Vivienne Spence och Laurel Johnson
  - Heat — 43,50
- Ethlyn Tate, Grace Jackson, Juliet Cuthbert och Merlene Ottey
  - Semifinal — 43,30
  - Final — DNS (→ ingen notering)

Damernas 4 x 400 meter stafett
- Marcia Tate, Andrea Thomas, Cathy Rattray-Williams och Sharon Powell
  - Heat — 3:26,83
- Sandie Richards, Andrea Thomas, Cathy Rattray-Williams och Sharon Powell
  - Final — 3:23,13 (→ 5:e plats)